# Alwin von Coler

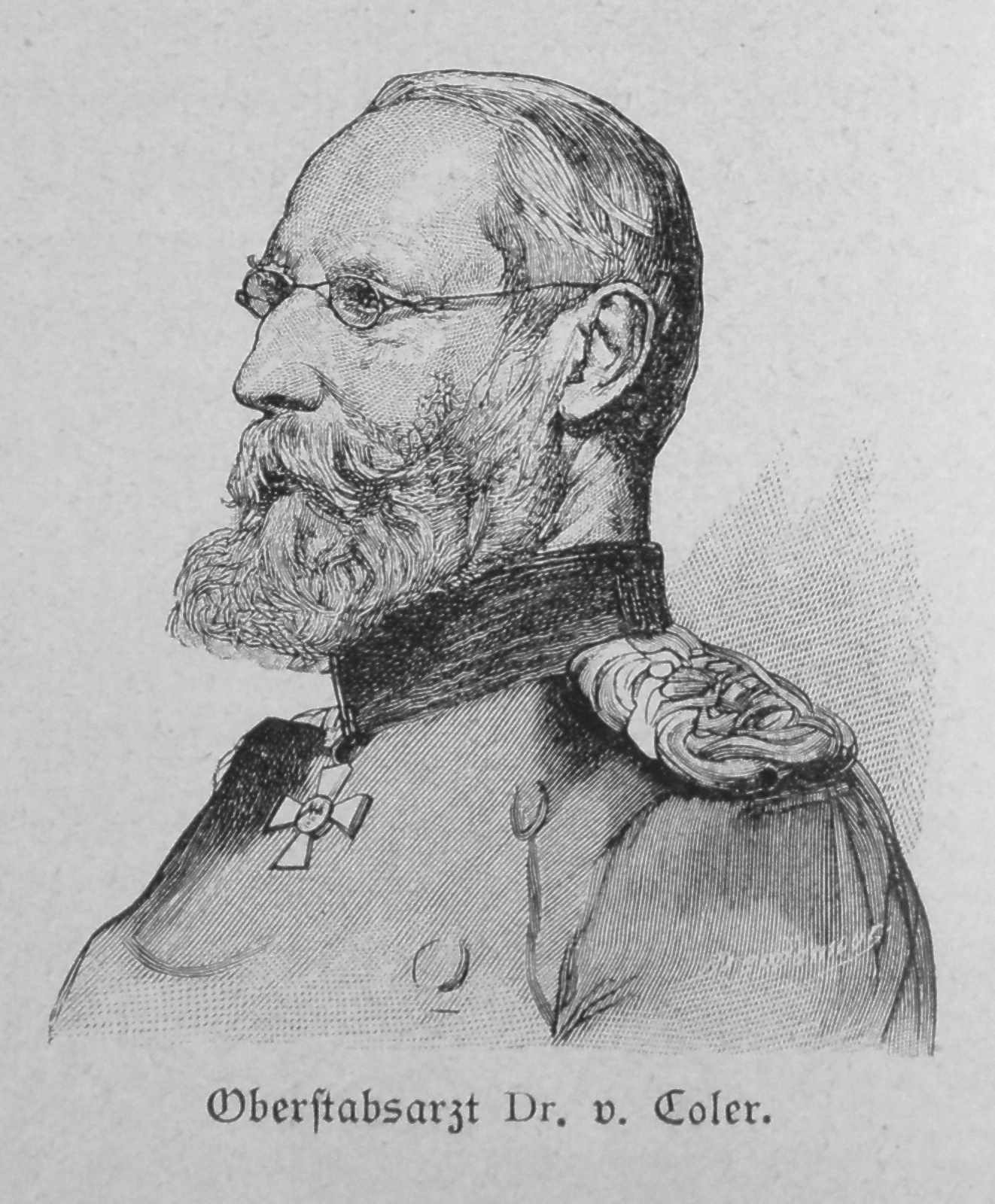
Alwin von Coler, um 1895

Alwin Gustav Edmund (von) Coler (* 15. März 1831 in Gröningen; † 26. August 1901 in Berlin) war ein deutscher Sanitätsoffizier. Als preußischer Generalstabsarzt war er maßgeblich für die Schaffung des modernen Militärmedizinalwesens in Deutschland verantwortlich.

## Leben
Seine Eltern waren der Postmeister von Bernau Ludwig Heinrich Coler (* 17. Juni 1795; † 15. Januar 1873) und dessen Ehefrau Sofie geborene Gossens († 4. Februar 1876). 

### Werdegang
Nach dem Abitur am Köllnischen Gymnasium studierte Coler ab 1852 an der Friedrich-Wilhelms-Universität zu Berlin Medizin. Zu Beginn seines Studiums wurde er im Corps Marchia Berlin aktiv. 1856 wurde er mit einer Arbeit über die Einwirkung des Bleis auf den menschlichen Organismus zum Doktor der Medizin promoviert. Im selben Jahr trat er in das Heeressanitätswesen der Preußischen Armee ein. Coler nahm am Deutsch-Dänischen Krieg und am Deutschen Krieg teil. 1867 zum Medizinalstab der Armee kommandiert, trat er 1868 als Dezernent in die neu gegründete Militärmedizinalabteilung des Kriegsministeriums ein. Als Divisionsarzt nahm er 1870/71 am Krieg gegen Frankreich teil.
Coler hatte seither einen herausragenden Anteil der Entwicklung des modernen Sanitätswesens der Armee. So war er beteiligt an
- der Schaffung des Sanitäts-Offizierkorps
- der Einführung des Waffendienstes für Mediziner
- der Errichtung von Fortbildungskursen für die Weiterbildung auf medizinischem Gebiet
- der Einführung der Antisepsis
- der Schaffung einer Friedenssanitätsordnung
- der Niederlegung des Kriegssanitätsberichts 1870/71
- der Auflage der Friedenssanitätsberichte der Armee

1874 wurde Coler zum Generalarzt befördert. Als König von Preußen erhob Wilhelm I. Coler am 19. Dezember 1884 in den erblichen preußischen Adelsstand. 1889 wurde Coler Mitglied der Deutschen Akademie der Naturforscher Leopoldina und trat im gleichen Jahr als Generalstabsarzt der Armee (seit 1891 im Rang eines Generalleutnants) an die Spitze des preußischen Militärsanitätswesens. 1892 wurde er gleichzeitig zum ordentlichen Honorarprofessor an die Berliner Universität berufen. Er führte die transportable Lazarettbaracke ein.
Mit Otto von Schjerning und Carl Franz führte er Schießversuche zur Erforschung der Geschosswirkung im menschlichen Körper durch, woraus eine Theorie der dynamischen Druckwirkung von Coler und Schjerning und eine Erklärung der Krönleinschüsse durch Franz hervorgingen.

### Familie

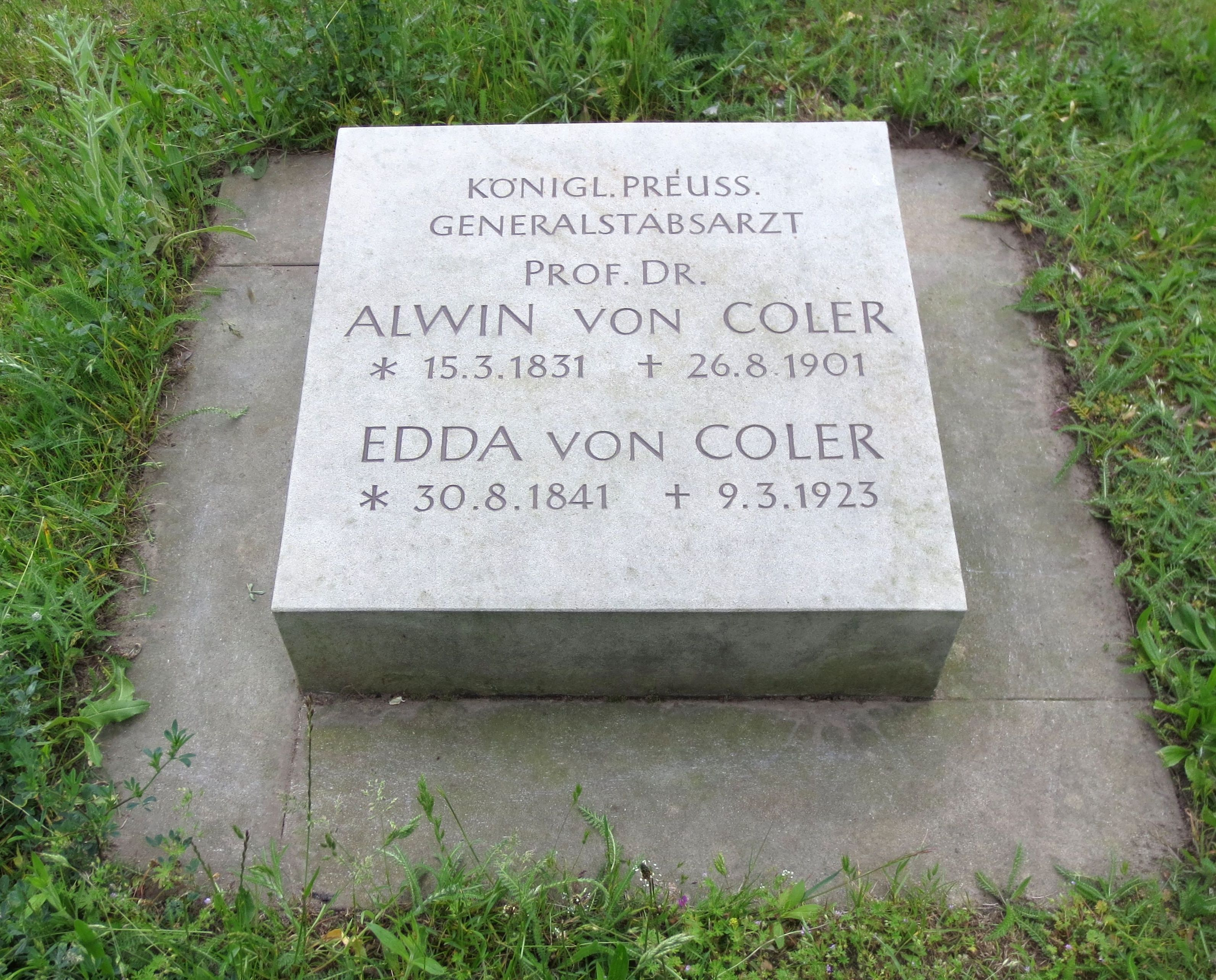
Grabstein für Alwin und Edda von Coler (2013)

Coler heiratete am 19. Juni 1865 in Braunsfelde, Landkreis Friedeberg Nm. Edda von Wedel (* 30. August 1841 in Berlin; † 9. März 1923 in Potsdam), die Tochter des preußischen Oberstleutnants und Gutsbesitzers Otto von Wedel, Gutsherr auf Hakenfelde bei Spandau, und der Laura Schroeder. Das Paar hatte vier Kinder:
- August Otto Ludwig Walter (* 11. April 1866), Major ⚭ 1902 Adelheid von dem Knesebeck (* 26. März 1879), Tochter d. Alexander von dem Knesebeck
- Edda Auguste (* 17. Februar 1868) ⚭ 1893 Otto Helmut Friedrich Georg von Stenglin (* 20. August 1859; † 2. August 1910)
- Elisabeth Laura Sophie Auguste (* 5. Mai 1870; † 16. Juli 1870)
- Harry Johannes Edwin (* 16. September 1872; † 27. Mai 1915), Major ⚭ 1898 Else Hasse (* 13. Dezember 1878)

Alwin von Coler und seine Frau Edda wurden auf dem Invalidenfriedhof beigesetzt. Das Grab wurde nach der Deutschen Wiedervereinigung wiederhergestellt und mit einem Grabstein gekennzeichnet.